# Gmina Velika Pisanica
Velika Pisanica – gmina w Chorwacji, w żupanii bielowarsko-bilogorskiej.

## Miejscowości i liczba mieszkańców (2011)
- Babinac - 321
- Bačkovica - 46
- Bedenička - 16
- Čađavac - 81
- Nova Pisanica - 59
- Polum - 39
- Ribnjačka - 154
- Velika Pisanica - 1065